# Eucalyptus longifolia
Eucalyptus longifolia är en myrtenväxtart som beskrevs av Heinrich Friedrich Link. Eucalyptus longifolia ingår i släktet Eucalyptus och familjen myrtenväxter. Inga underarter finns listade i Catalogue of Life.

## Bildgalleri

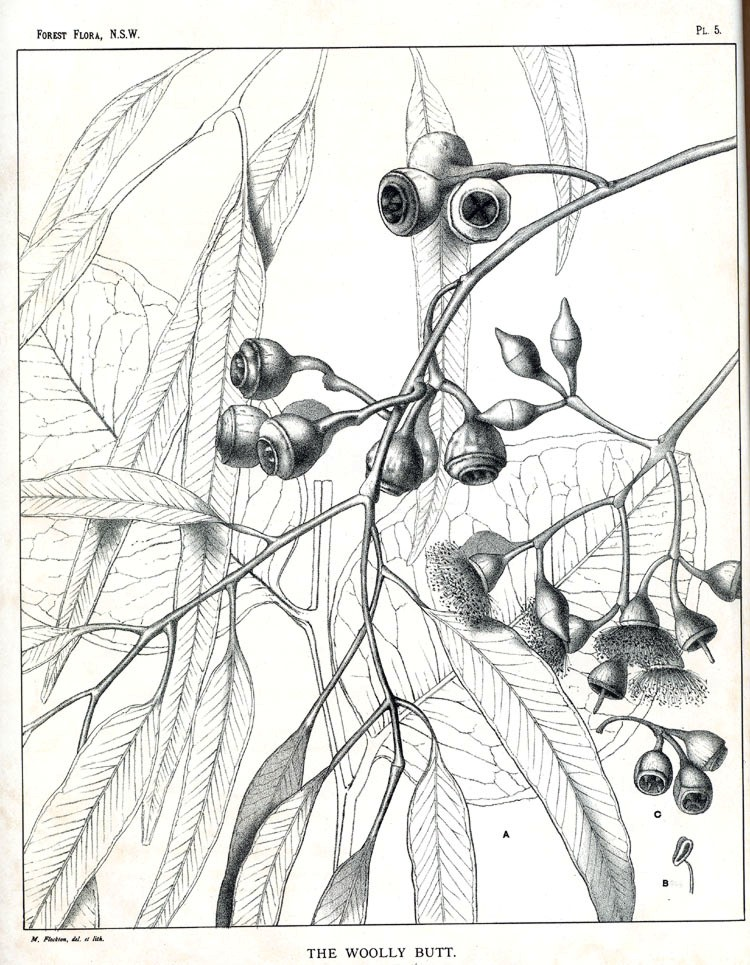
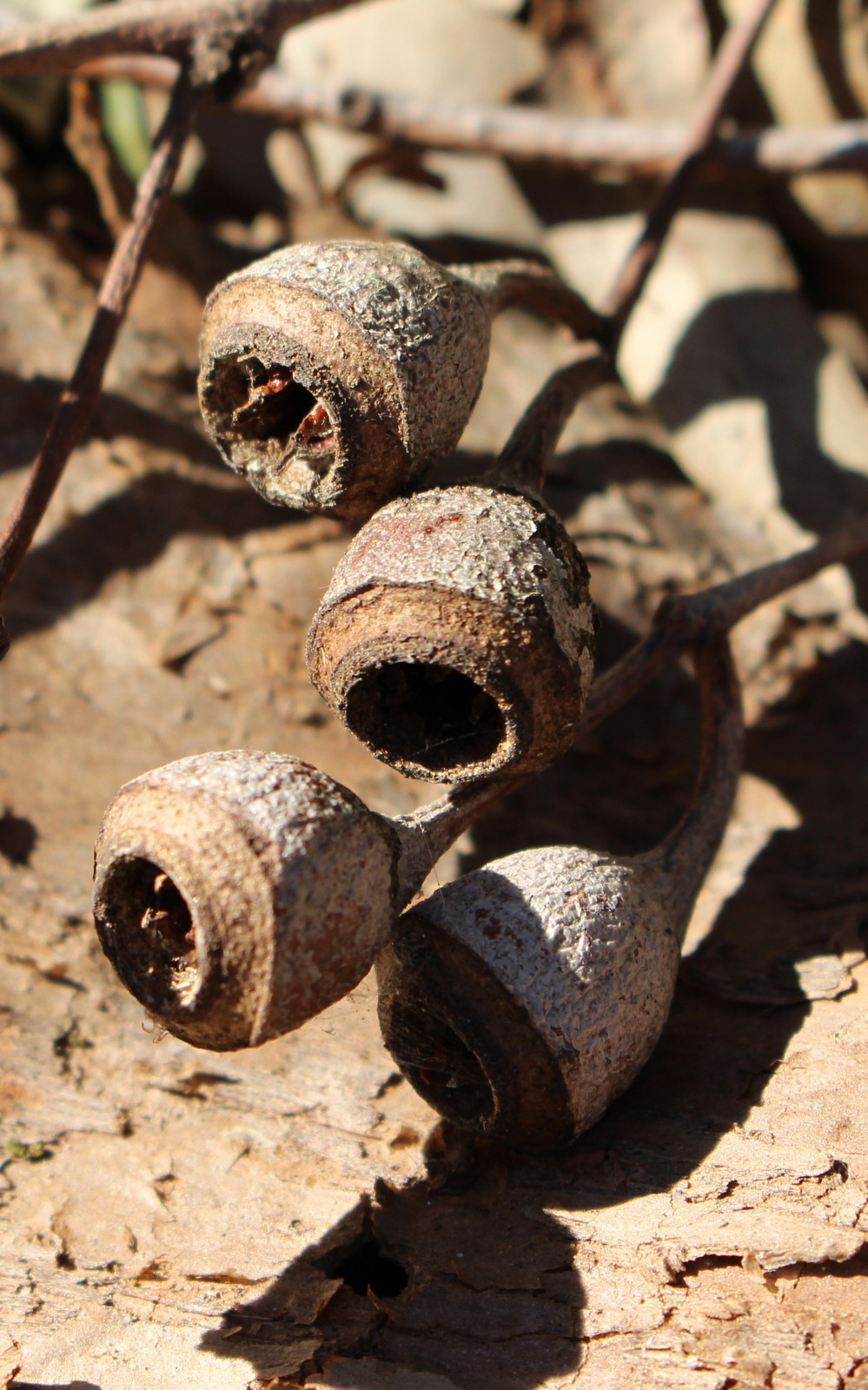
Woollybutt gumnuts, Sydney